# Conny Andersson (1914–1978)
Conny Andersson, född 27 januari 1914 i Örebro, död 14 december 1978, var en svensk lagerarbetare och ombudsman, som gjorde sig känd som Spanienfrivillig i Spanska inbördeskriget 1936-1938 på republikens sida och också som frivillig soldat mot Sovjetunionen 1939-1940 i Vinterkriget och mot Tyskland efter det det nazistiska anfallet på Norge våren 1940.

## Engagemang i Spanien och Finland
Conny Andersson var från unga år engagerad politiskt i Socialdemokratiska ungdomsförbundet.
Efter utbrottet av Spanska inbördeskriget sommaren 1936 anslöt sig Conny Andersson sig Internationella brigaderna på regeringens sida i kriget och kom ill Spanien i december 1936. Han deltog i striderna vid bland annat Albacete, Murcia, Jarama och Córdoba. Han återvände till Sverige 1938 efter att ha fått trumhinnorna skadade under offensiven i Brunette samma sommar. Efter hemkomsten var han ett tag anställd av Svenska Hjälpkommittén för Spanien och reste runt i Sverige för att upplysa om kriget. Conny Andersson studerade också på kursgården Bommersvik under denna period och fick arbete som lagerarbetare på Konsum Stockholm. Han blev också ordförande i Svenska Frontkämpeförbundet, en post han behöll tills Sovjetunionen anföll Finland i november 1939. Han uteslöts då ur förbundet av de Sovjetunionentrogna kommunister, som var överväldigande majoritet i förbundet, på grund av sitt ställningstagande för Finland. Efter Vinterkrigets utbrott anslöt han sig till Svenska Frivilligkåren. Han placerades som skytt på en pansarvärnspjäs i ett jägarkompani med Christer Strömholm som laddare och deltog i strid på Sallafronten.

## Engagemang för Norge under tysk ockupation
Efter hemkomsten från Finland våren 1940, skedde det tyska anfallet på Danmark och Norge.
Conny Anderssons grupp lyckades initialt under den tyska framryckningen i april 1940 att befria Selbu, men slogs tillbaka av tyska förstärkningar. Andersson sårades, men kunde med hjälp av norsk trupp föras till Sverige för vård. Conny Andersson och några andra medlemmar av hans grupp, däribland Christer Strömholm, fick efter andra världskriget år 1948 det norska Krigskorset för sina insatser.
Han var därefter engagerad på olika sätt med att hjälpa den norska hjemmefronten vid gränsen mot Norge i Värmland.
Conny Andersson ledde från våren 1940 en stödorganisation för Norge med en kärna på kanske 30 personer, i vilken Gösta Rehn var framträdande och kanske den meste. Ett antal av dessa, inklusive Conny Andersson och Christer Strömholm, tog sig över Härjedalen till Norge innan deltagande i väpnad motståndskamp hade hunnit förbjudas i Sverige, för att bli kombattanter. De delade sig i två grupper, var en på åtta man drog mot Selbu och en mot Røros för att ansluta sig till det tidvis ganska kaotiska militära invasionsmotståndet av ett förband partisaner, som gick under benämningen Grupp Conny.
Kurirverksamheten avslöjas hösten 1942, vilket ledde till att Conny Andersson arresterades av  polisens säkerhetstjänst den 5 oktober, varvid i hans hem polisen hittade bland annat en norsk armépistol och kort kartor svensk-norska gränsen. Dagarna efter åttonde oktober greps tio andra i Conny Anderssons kurirnätverk. Av oklar anledning släpptes alla i nätverket utan åtal för olaglig kurirverksamhet, möjligen under inverkan av Försvarsstabens underrättelseorganisationen C-byrån. Däremot dömdes Conny Andersson själv för olaga vapeninnehav.   
Under 1942 var han tjänstledig från Konsum Stockholm för att arbeta på heltid för Norges legation genom en täckanställning på Norsk-Svensk pressbyrå, vilken leddes av Willy Brandt, och Einar Stråhle. 
I december 1944 bildades - med Conny Andersson som drivande kraft - Svensk-norska frivilligförbundet. Förbundet organiserade i april 1945 en svensk frivilligkår, vilken fått ett officiellt godkännande av Sveriges regering den 6 april. Den knöts till Södermanlands pansarregemente], utbildades och samlades mot slutet av april i Trossnäs i Karlstads kommun. Frivilligförbundets ordföranden Conny Andersson utsågs till befälhavare över frivilligstyrkan. 
Den 13 maj tackade den norska regeringen för deras insatser, men meddelade att den inte längre hade behov av en svensk militär frivilliginsats. Däremot hade de norska polistrupperna i Sverige, som organiserats och tränats av den norska exilregeringen och som officiellt var poliser och inte militärer, satts in i Norge omedelbart efter den tyska kapitulationen.

## Efter andra världskriget
Conny Andersson arbetade efter kriget som ombudsman på Konsum Stockholm och var bosatt i Björkhagen. Han engagerade sig åter för de Spanienfrivilliga i Kamratförbundet, vars ordförande han blev. Han var initiativtagare till insamlingen för resandet av ett minnesmärke över de stupade svenska Spanienfrivilliga. Minnesmärket - La Mano, skapat av Liss Eriksson och hugget i röd vångagranit - restes vid Katarinavägen i Stockholm 1976. Han sjukpensionerades på 1960-talet och avled 1978 i en ålder av 64 år.

## Privatliv
Conny Andersson gifte sig 1938 efter hemkomsten från Spanska inbördeskriget med Ingrid Andersson (död 2014). Paret hade tre barn.